# Pèlops d'Esparta
Pèlops d'Esparta (grec antic: Πέλοψ, llatí: Pelops) va ser rei d'Esparta de l'any 210 aC al 206 aC, any en què va morir. Formava part de la dinastia Euripòntida.
Era fill de Licurg, també rei d'Esparta, a qui Macànides havia substituït sense que se'n coneguin detalls. Segurament Macànides va actuar com a regent durant el seu regnat. Va ser assassinat per Nabis, que va ocupar el poder.